# Музей истории города Харцызска
Музей истории города Харцызска (укр. Музей історії міста Харцизька) — музей, основанный 1967 года в Харцызске Донецкой области Украины.

## История
Музей основан 4 ноября 1967 года как отдел Донецкого областного краеведческого музея.
С 1971 года носит звание народный.
С 1991 года работает самостоятельно.

## Коллекция
В коллекции музея существуют предметы от древнейших времён до современного периода.
В музее 7 залов:
- В первом зале рассказывается об истории края до начала XX века. В зале присутствуют образцы останков животных, орудий труда, одежды, полотенец.
- Во втором — рассказывается история Харцызска с начала XX века до 1980 годов.
- Третий — посвящён В. Ф. Шалимову.
- Четвёртый зал повествует об истории города с 1980 годов до современного периода.
- 3 выставочных зала, в которых представляются выставки, посвящены современному Харцызску и событиям афганской войны.

Музей гордится следующими своими экспонатами: пушкой, сделанной в 1870 году и использовавшейся для сигналов, одеялом 1880 года, зубами и костями мамонтов.